# Sehetepibra
Sehetepibra (fl. XVIII-XVII secolo a.C.) è stato un faraone egizio, il quarto faraone secondo il Canone Reale, della XIII dinastia egizia.

## Biografia
Di questo sovrano non si conosce praticamente nulla tranne la lunghezza del suo regno: un solo anno.
Secondo Kim Ryholt il suo inserimento nella lista reale è dovuto ad un errore di ripetizione dello scriba che redasse la lista stessa e che quindi si debba considerare Sehetepibra come lo stesso sovrano che compare nella posizione 6.12. Tale tesi è avvalorata da epiteto figlio dell'asiatico che compare nella titolatura di Hetepibra in quanto il suo predecessore fu detto Ameny l'asiatico.

## Liste reali
| N5 | S29 | R4 | X1 · Q3 | F34 | Z1 |

| N5 | S29 | R4 | X1 · Q3 | F34 | Z1 |

| N5 | S29 | R4 | X1 · Q3 | F34 | Z1 |

| N5 | S29 | R4 | X1 · Q3 | F34 | Z1 |

| N5 | S29 | R4 | X1 · Q3 | F34 | Z1 |

| N5 | S29 | R4 | X1 · Q3 | F34 | Z1 |

| N5 | S29 | R4 | X1 · Q3 | F34 | Z1 |

| N5 | S29 | R4 | X1 · Q3 | F34 | Z1 |

## Titolatura
| G5 |

| G5 |

| s | w | s | Aa1 · W10 | N19 |

| s | w | s | Aa1 · W10 | N19 |

| s | w | s | Aa1 · W10 | N19 |

| s | w | s | Aa1 · W10 | N19 |

| s | w | s | Aa1 · W10 | N19 |

| s | w | s | Aa1 · W10 | N19 |

| s | w | s | Aa1 · W10 | N19 |

| s | w | s | Aa1 · W10 | N19 |

| G16 |

| G16 |

|  |

| G8 |

| G8 |

|  |

| M23 · X1 | L2 · X1 |

| M23 · X1 | L2 · X1 |

| N5 | S29 | R4 | X1 · Q3 | F34 | Z1 |

| N5 | S29 | R4 | X1 · Q3 | F34 | Z1 |

| N5 | S29 | R4 | X1 · Q3 | F34 | Z1 |

| N5 | S29 | R4 | X1 · Q3 | F34 | Z1 |

| N5 | S29 | R4 | X1 · Q3 | F34 | Z1 |

| N5 | S29 | R4 | X1 · Q3 | F34 | Z1 |

| N5 | S29 | R4 | X1 · Q3 | F34 | Z1 |

| N5 | S29 | R4 | X1 · Q3 | F34 | Z1 |

| G39 | N5 |

| G39 | N5 |

|       |
| \| \| |
|       |
|       |

|  |

|       |
| \| \| |
|       |
|       |

|  |